# Batalha de Hostomel
A Batalha de Hostomel foi uma batalha travada pelo controle da cidade de Hostomel entre as forças armadas russas e ucranianas durante a invasão russa da Ucrânia em 2022. Como parte da ofensiva de Kiev, as forças russas buscaram o controle de Hostomel, Bucha e Irpin para cercar e sitiar a capital ucraniana, Kiev, pelo oeste. Devido à intensidade da ofensiva de Kiev, a Administração Estatal de Kiev Oblast nomeou Hostomel, juntamente com Irpin, Bucha, Highway M06 e Vyshhorod como os lugares mais perigosos do Kiev Oblast.

## Prelúdio

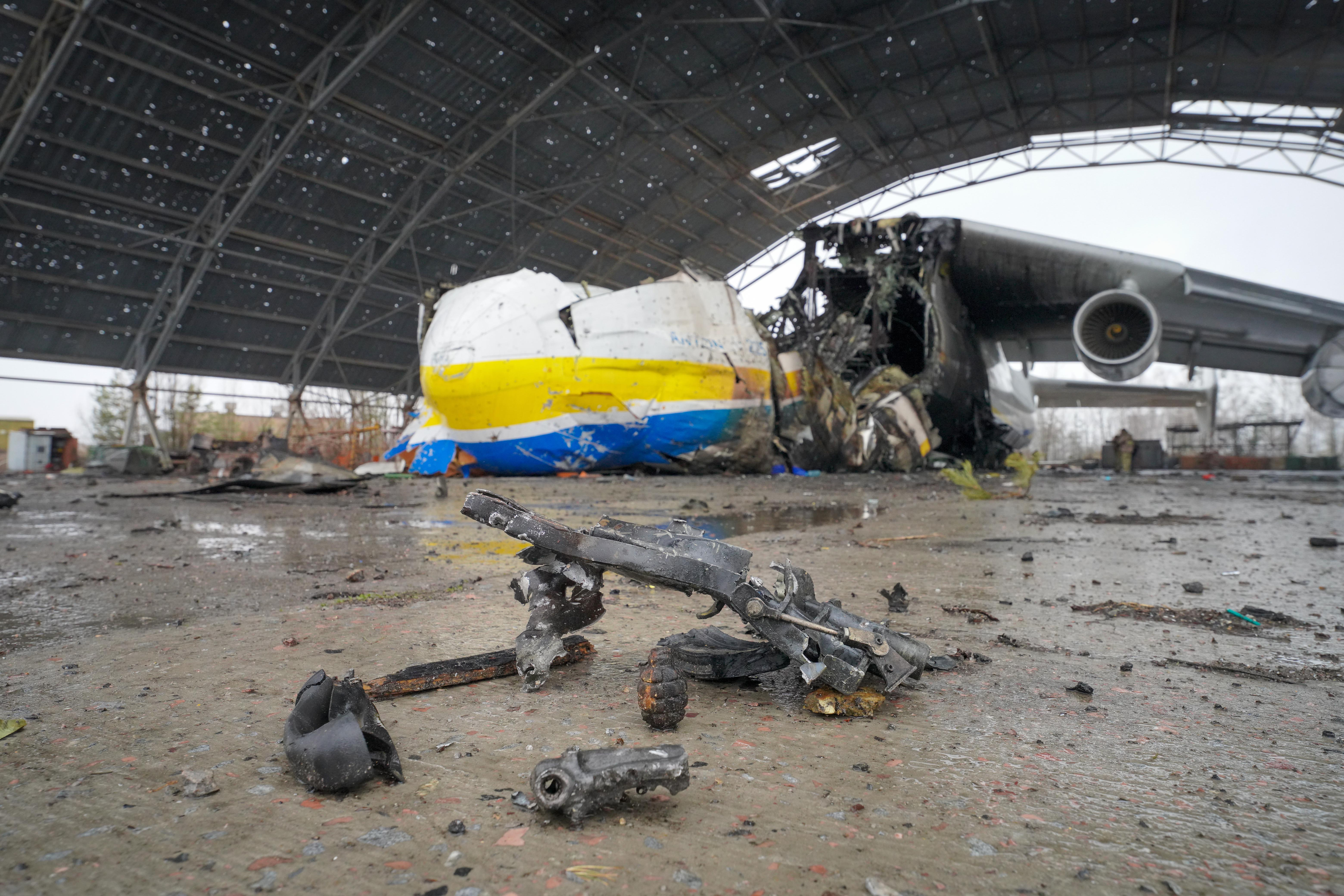
Restos do Antonov An-225.

Em 24 de fevereiro de 2022, as forças aerotransportadas russas chegaram por meio de helicópteros e lutaram contra as forças ucranianas pelo controle do Aeroporto Hostomel. As forças ucranianas inicialmente expulsaram as tropas aerotransportadas russas do aeroporto, mas logo foram engajadas por reforços russos. Em 25 de fevereiro de 2022, as forças russas recapturaram o Aeroporto Hostomel dos ucranianos. Como resultado, a batalha mudou do aeroporto para a cidade vizinha quando as forças russas começaram a estabelecer uma base em Hostomel e pressionar seu avanço.

## Batalha

### 25 a 28 de fevereiro de 2022

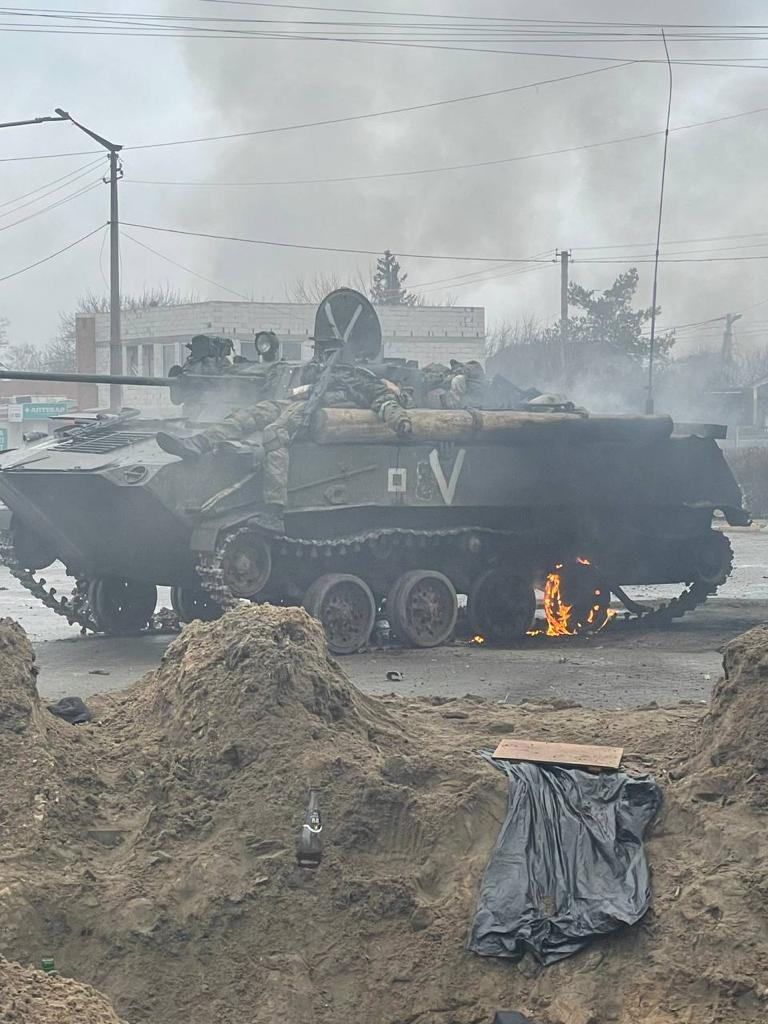
Soldado russo morto deitado em cima de um BMD-2 danificado

Após a batalha do aeroporto, as forças ucranianas e russas começaram a se enfrentar em Hostomel e nos arredores. Vídeos postados nas mídias sociais mostraram uma coluna de tanques russos queimando nos arredores da cidade e Mi-24s ucranianos disparando foguetes contra posições russas em uma área residencial. Kadyrovites teriam se mudado para os arredores da cidade ou para o aeroporto em preparativos para assassinar o presidente ucraniano Volodymyr Zelenskyy . O Serviço de Segurança da Ucrânia informou que o comboio Kadyrovites consistia em mais de 250 equipamentos e mais de 1.500 dos "melhores combatentes da República Chechena ". A inteligência ucraniana afirmou que recebeu esses relatórios de elementos do FSB que se opõem à invasão.
Em 26 de fevereiro de 2022, agindo de acordo com o relatório de inteligência anterior, as forças ucranianas interceptaram e destruíram um grupo de ataque checheno encarregado de assassinar o presidente Zelenskyy. Em outros lugares, UAVs ucranianos avistaram dois locais perto de Hostomel, onde os combatentes chechenos estavam se reunindo. A Guarda Nacional Ucraniana e o Grupo Alpha atacaram posteriormente esses locais, destruindo uma coluna de veículos blindados russos no processo. De acordo com autoridades ucranianas, Magomed Tushayev, general checheno e chefe do 141º Regimento Motorizado da Guarda Nacional da Rússia, foi morto durante o ataque. As forças ucranianas relataram que os Kadyrovites sofreram pesadas baixas como resultado desses ataques.

### 1 a 5 de março de 2022

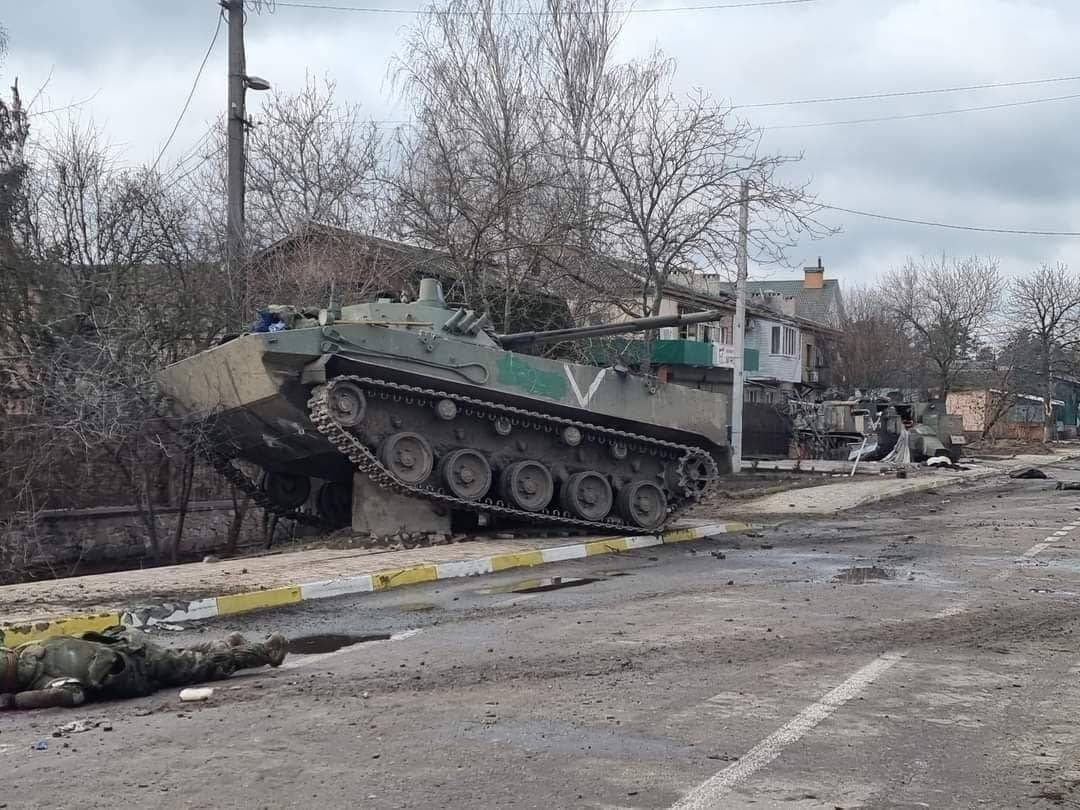
Russo morto e aterrado BMD-4 no rescaldo de uma escaramuça em 4 de março em Hostomel

Os moradores de Hostomel relataram que bombardeios e ataques aéreos constantes das forças russas os privaram de água, comida, eletricidade e remédios. O bombardeio constante também impediu que os moradores recebessem ajuda humanitária, evacuassem da cidade ou até mesmo retirassem cadáveres da rua. Kadyrovites foram relatados operando mais perto do Aeroporto Hostomel e estavam roubando moradores, enquanto soldados russos pressionavam seu avanço para Hostomel. Testemunhas oculares relataram soldados russos atirando em uma ambulância.
Em 3 de março de 2022, as forças ucranianas envolveram forças russas em combate urbano dentro de Hostomel. A Diretoria-Chefe de Inteligência do Ministério da Defesa da Ucrânia (GUR MO) informou que forças especiais sob seu comando e resistência local destruíram 20 BMDs russos (provavelmente BMD-3 e/ou BMD-4 ) em Hostomel. Dez dos BMDs foram destruídos às 18:30 (6:30 pm) perto da fábrica de vidro da cidade. As forças russas foram finalmente repelidas da cidade. Um vídeo publicado nas redes sociais retratando as consequências da batalha urbana mostrou veículos russos destruídos e abandonados e soldados russos mortos espalhados pelas ruas. Um franco-atirador ucraniano matou o major-general Andrey Sukhovetsky em Hostomel ou no aeroporto de Hostomel. Ele era o vice-comandante do 41º Exército de Armas Combinadas.
Em 4 de março de 2022, as forças ucranianas enfrentaram as forças russas nas ruas pela segunda vez, destruindo um BMD e bombardeando as forças russas com foguetes BM-21 Grad. Em outros lugares em Hostomel, soldados ucranianos anularam uma unidade de Kadyrovites, apreendendo suas armas, equipamentos e veículo blindado. Mais tarde, as forças ucranianas relataram ter recuperado o controle de Hostomel das forças russas. A inteligência ucraniana informou que a 31ª Brigada de Assalto Aéreo da Guarda Russa sofreu pelo menos 50 mortos nas batalhas em Hostomel. Forças especiais sob o GUR MO, o 3º Regimento de Propósitos Especiais e combatentes da resistência local foram relatados como tendo participado da batalha. Armas, equipamentos, funcionários e documentos pessoais russos foram apreendidos pelos militares ucranianos, com quaisquer armas utilizáveis sendo redistribuídas para a resistência local. O GUR MO informou que os soldados russos falecidos não possuíam nenhum documento de identificação; apenas atestados de vacinação e livros médicos em branco. No mesmo dia, no entanto, as forças ucranianas relataram que o major Valeriy Chybineyev foi morto perto do Aeroporto Hostomel. As forças russas, supostamente a 31ª Brigada de Assalto Aéreo da Guarda, mais tarde retornaram a Hostomel e ocuparam um complexo residencial, fazendo 40 ou mais moradores como reféns.
Um jornalista chamado Ruslan Vinichenko detalhou seu cativeiro de seis dias pelas forças russas dentro do porão do prédio. Segundo ele, os soldados russos reuniram 60 pessoas (incluindo ele próprio) no porão e estavam fazendo ações semelhantes com 90 pessoas em um complexo de apartamentos vizinho, confiscaram e destruíram seus telefones, saquearam seus apartamentos e divulgaram informações falsas sobre o estado da guerra . como as forças russas capturando Kiev e Odessa. A única vez que os moradores tinham permissão para sair do porão era para fumar ou coletar água. Em 10 de março, dia de sua fuga, Vinichenko afirmou que soldados russos anunciaram que estavam reunindo os moradores para se mudarem para a Bielorrússia. Ele tentou convencer o resto dos moradores a fugir com ele, mas eles estavam muito perturbados para sair. Vinichenko agarrou sua namorada e escapou da cidade depois que um motorista que passava os pegou. Três soldados russos viram o que estavam fazendo, mas não se preocuparam em detê-los.
Em 5 de março de 2022, as forças russas capturaram Hostomel e impediram que os civis evacuassem a cidade.

## Contra-ataques ucranianos
Em 7 de março de 2022, o prefeito de Hostomel, Yuri Pylypko, juntamente com vários outros voluntários, foram mortos por tropas russas enquanto distribuíam alimentos e remédios aos moradores. Seu corpo foi supostamente capturado pelas forças russas. Quando o padre local veio buscar seu corpo, um simpático soldado russo impediu o padre de se aproximar, desarmou a armadilha e ajudou a carregar o corpo do prefeito em um carrinho de mão para ser transportado. Yuri foi enterrado perto da igreja local com honras. Em algum momento, as forças ucranianas recapturaram algumas partes de Hostomel. As forças russas responderam enviando dois grupos táticos do Batalhão para Hostomel em preparativos para uma ofensiva.
Em 8 de março de 2022, as forças ucranianas repeliram uma ofensiva noturna russa em Hostomel. Foi anunciado que as forças ucranianas estavam preparando uma evacuação em larga escala e entrega de ajuda humanitária para os moradores de Hostomel. No dia seguinte, as forças ucranianas conduziram uma evacuação em larga escala em Kyiv Oblast, inclusive em Hostomel. Até 20.000 civis foram evacuados no Oblast de Kiev. A evacuação continuou no dia seguinte.
Em 11 de março de 2022, os moradores relataram que as forças russas controlavam a maior parte de Hostomel, tornando extremamente difícil para os civis evacuar da cidade ou receber ajuda humanitária. Equipamentos militares russos foram transferidos para o centro da cidade e áreas residenciais, enquanto suprimentos russos estavam sendo entregues por meio de helicópteros. Testemunhas oculares também relataram Kadyrovites perambulando por Hostomel e executando civis por razões triviais. Ainda assim, os ônibus conseguiram evacuar com sucesso da cidade em 12 de março de 2022.
Em 13 de março de 2022, as forças ucranianas atacaram as forças russas que tentavam atravessar um rio perto de Hostomel usando uma ponte flutuante. A ponte e vários veículos russos foram destruídos.
Em 14 de março de 2022, Ramzan Kadyrov, chefe da República da Chechênia, afirmou ter entrado em Hostomel. A alegação não pôde ser verificada no momento do anúncio, mas foi recebida com dúvidas devido ao seu anúncio ser transmitido pela mídia estatal russa. O conselheiro presidencial Oleksiy Arestovych também duvidou da afirmação de Kadyrov devido à informação de Kadyrov ter sido visto em Grozny no dia anterior ao seu anúncio. Durante o dia, duas evacuações civis foram realizadas em Hostomel. A primeira coluna de 10 ônibus evacuou com sucesso mães, crianças, idosos e deficientes de Hostomel. A segunda coluna de quatro ônibus foi bombardeada por morteiros russos. Uma mulher foi morta e dois homens ficaram feridos no ataque.
Em 16 de março de 2022, as forças ucranianas lançaram uma contra-ofensiva contra as forças russas em torno de Kiev, incluindo Hostomel. De acordo com Andriy Nebitov, chefe da polícia da região de Kiev, as forças ucranianas conseguiram romper posições russas após realizar ataques de artilharia. Ele afirmou ainda que o contra-ataque interrompeu o plano das forças russas de atacar diretamente Kiev.

### Retirada das forças russas
Em 1º de abril de 2022, Oleksandr Pavlyuk, chefe da Administração Militar Regional de Kiev, afirmou que as forças russas haviam deixado Hostomel. Em 2 de abril de 2022, todo o Oblast de Kiev, onde Hostomel está localizado, foi declarado livre de militares russos pelo Ministério da Defesa ucraniano depois que as tropas russas deixaram a área.